# غواصة آستوت - كلاس
الغواصة فئة أستوت وتعني (الداهية، المخضرم) Astute Class Submarine، وهي آلة جبارة تعمل بالطاقة النووية. وتسلح بطوربيدات ثقيلة من نوع سبيرفيش Spearfish وصواريخ كروز توماهوك، وصواريخ نووية بعيدة المدى تقوم شركة بي إيه إي سيستمز العملاقة بصناعتها. كان من المقرر بناء 7 غواصات من هذه الفئة والتي هي الأحدث والأكثر تطوراً، تكلفة أول 3 غواصات حوالي 1.8 مليار دولار لكل واحدة وباقي الأربعة 1.2 مليار دولار لكل واحدة أيضاً. أُطلقت الغواصة الأولى من تلك الغواصات من قِبل كاميلا، دوقة كورنوال، في عام 2007، وأعلن أنها تعمل بكامل طاقتها في مايو 2014. فئة Astute هي البديل لغواصات الأسطول من طراز Trafalgar في الخدمة البحرية الملكية.